# Reinhardt Has

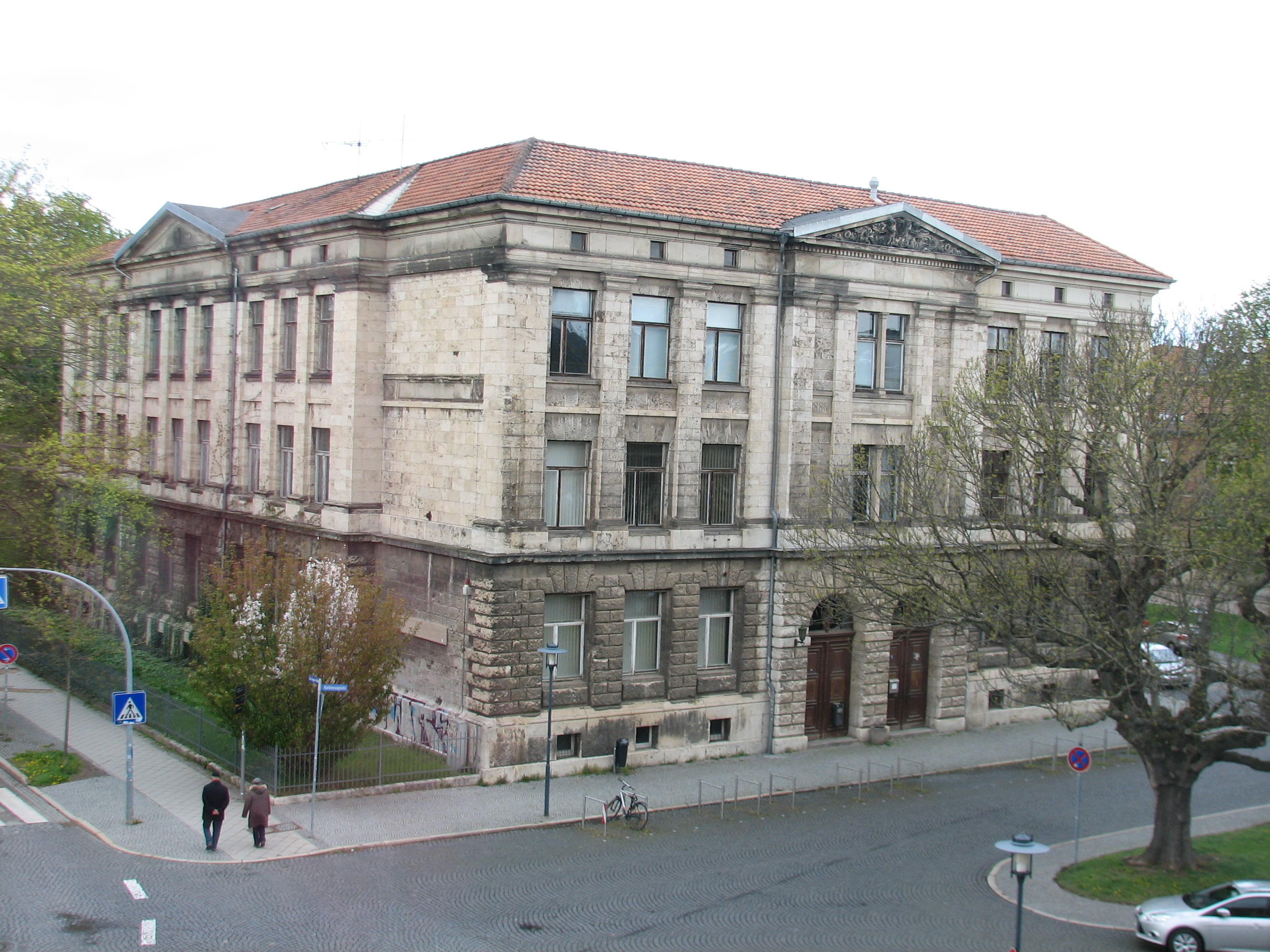
Das einstige Sophien-Gymnasium Weimar (1991–2006), seit 2021 Parkschule Weimar, 1888 als Bürgerschule Weimar eröffnet

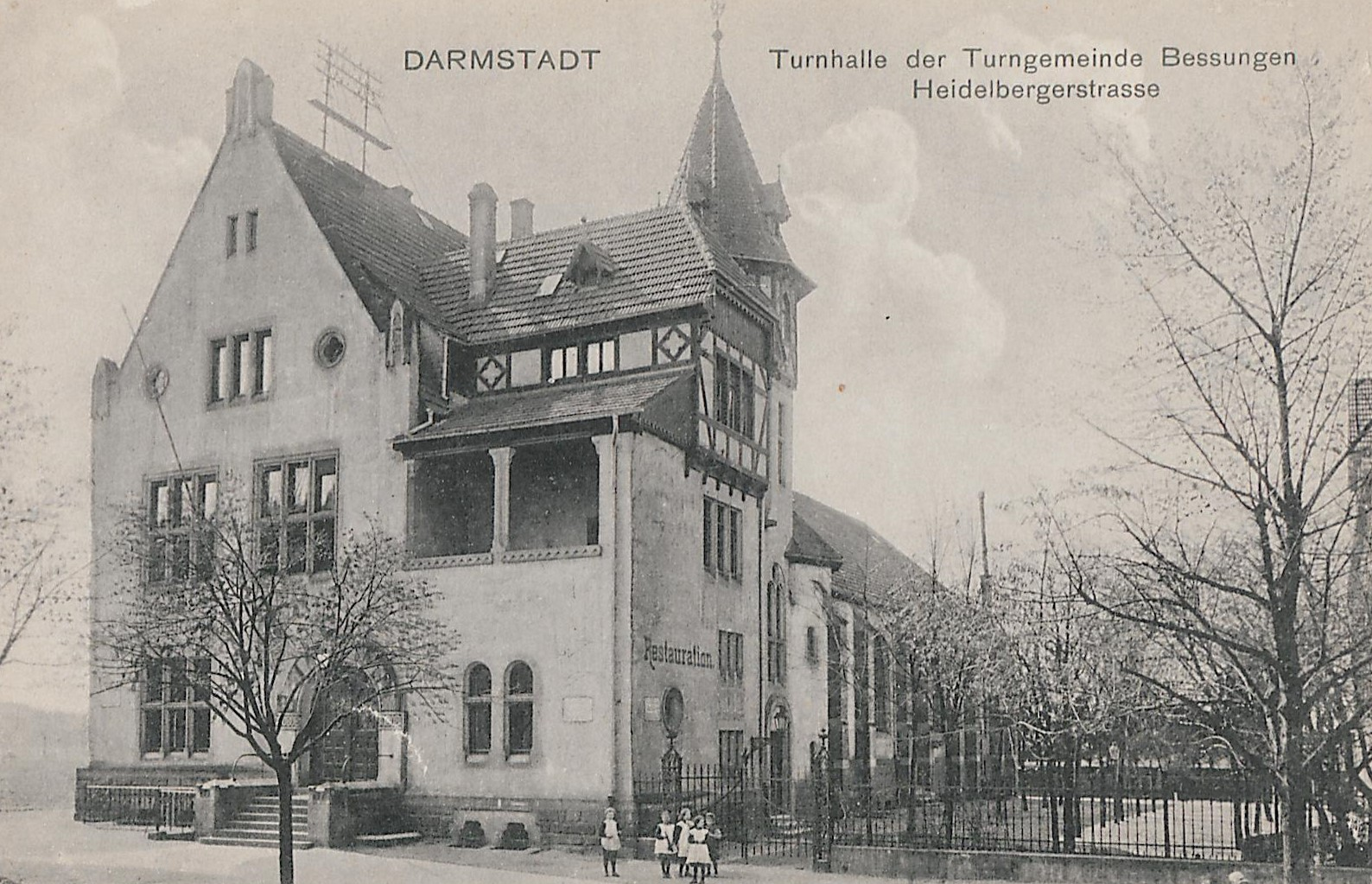
Bessunger Turnhalle in Darmstadt

Reinhardt Ferdinand Albert Has (* 23. Dezember 1850 in Kassel; † 6. Dezember 1940 in Darmstadt-Arheilgen, begraben in Darmstadt) war ein deutscher Architekt.

## Leben und Bauwerke
Has begann seine berufliche Laufbahn mit der Lehre als Maschinenbauer, die er erfolgreich abschloss. Im Jahr 1870/71 zog er als Soldat in den Deutsch-Französischen Krieg. 
Nach Studium der Architektur in Zürich und Wien arbeitete Has als selbstständiger Architekt in Meiningen, von 1879 bis 1889 als Stadtbaumeister in Weimar. Er schuf die Pläne für die Bürgerschule Weimar (1886–1888; ab 1902 Sophienschule) am Sophienplatz, dem heutigen Rathenauplatz. 
1891 ließ er sich in Darmstadt nieder, zu seinen Bauten dort zählen die Bessunger Turnhalle (1899–1900) und mehrere Wohnhäuser in Darmstadt und Umgebung. 

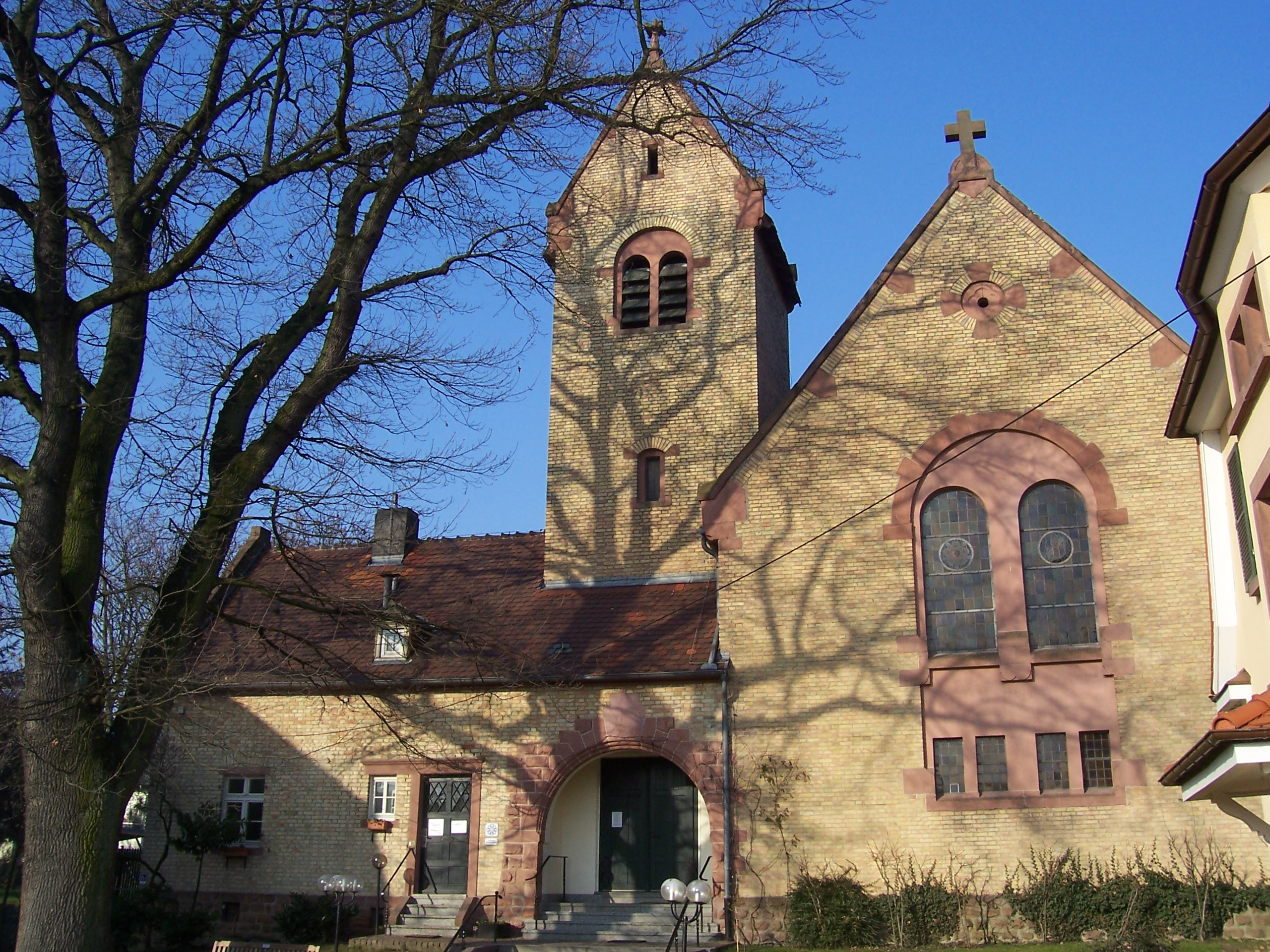
Auferstehungskirche Viernheim

Nach Plänen von Has wurde die Auferstehungskirche in Viernheim errichtet und im Advent 1902 eingeweiht.

## Wissenschaftler
Has beschäftigte sich außerdem mit mathematisch-physikalischen, das Fermatsche Prinzip betreffenden Fragen und publizierte dazu.

## Schriften
- Das Fermatsche Prinzip. Der Beweis des Fermatschen Prinzips auf Grund des Koeffizientengesetzes. Die Ermittelung kleinster Restwerte bei höheren Potenzen und der Formel zur systematischen Entwicklung pythagoreischer Zahlen. 1912.
- Der Beweis des allgemeinen Fermatschen Prinzips auf Grund der Faktorenzerlegung der Werte xn und yn der Formel xn+yn=zn. 1913.